# Liste der Kellergassen in Traismauer
Die Liste der Kellergassen in Traismauer führt die Kellergassen in der niederösterreichischen Gemeinde Traismauer an.
| Foto |                 | Kellergasse                           | Standort                           | Beschreibung |
| ---- | --------------- | ------------------------------------- | ---------------------------------- | --- |
| ja   | Datei hochladen | Kellerweg Am Eichberg                 | KG: Hilpersdorf Standort           | Das Kellergassensystem befindet sich südwestlich weit außerhalb des Orts, in zwei Gräben/Hohlwegen und einseitig an einer Geländekante. Es besteht aus 49 Gebäuden, darunter 45 Kellern, auf 600 Metern Länge. Die Keller sind überwiegend traufständig. (Südöstlich außerhalb des Gemeindegebiets von Traismauer hat die Kellergasse Am Eichberg eine Fortsetzung, die in der Liste der Kellergassen in Sitzenberg-Reidling beschrieben wird.) |
| BW   | Datei hochladen | Spiegelgasse                          | KG: Oberndorf am Gebirge Standort  | Die einseitige Einzelkellergasse befindet sich in Hanglage am östlichen Ortsrand. Sie besteht aus 22 Gebäuden, darunter 17 Kellern in unterschiedlichen Bauformen, auf 250 Metern Länge. |
| ja   | Datei hochladen | Am Nasenberg                          | KG: Stollhofen Standort            | Das beidseitige Kellergassensystem befindet sich in Hohlwegen und Gräben, südlich außerhalb des Orts. Es besteht aus 53 Gebäuden, darunter etwa 40 Kellern, auf 250 Metern Länge. Mehr als die Hälfte der Keller ist erneuerungsbedürftig. |
| BW   | Datei hochladen | Geistpiegel                           | KG: Stollhofen Standort            | Das Kellergassensystem befindet sich südöstlich weit außerhalb des Orts in Hohlwegen und an einer Geländekante. Es besteht aus 35 Gebäuden, darunter etwa 30 Kellern, auf 400 Metern Länge. Mehr als die Hälfte der Keller ist erneuerungsbedürftig. Die Keller sind teils traufständig, teils in Schildmauerform. |
| ja   | Datei hochladen | Berghäuser                            | KG: Traismauer Standort            | Die aus etwa 10 Kellern bestehende, 120 Meter lange einseitige Einzelkellergasse liegt südöstlich außerhalb des Orts in Hanglage. |
| ja   | Datei hochladen | Vorberg-Kellergasse, Waldandachtgasse | KG: Traismauer Standort            | Das aus zwei einzeiligen Gassen bestehende Kellergassensystem verläuft in Hanglage südlich annähernd parallel zur Eisenbahn. Auf insgesamt 550 Metern Länge befinden sich 60 Gebäude, darunter sechs mit Wohnnutzung. Die etwa 50 Keller haben unterschiedliche Bauformen (traufständig, Schildmauerform, giebelständig). Etwa die Hälfte der Keller ist erneuerungsbedürftig.                                                                  |
| ja   | Datei hochladen | Tobel                                 | KG: Traismauer Standort            | Die beidseitige Einzelkellergasse liegt in einem Hohlweg. Sie besteht aus 34 Gebäuden, darunter 30 Kellern, auf 250 Metern Länge. Die Keller haben unterschiedliche Bauformen (Schildmauerform, traufständig, giebelständig). |
| BW   | Datei hochladen | Oberndorfer Straße, Weingasse         | KG: Waldletzberg Standort          | Am östlichen Ortsrand liegt am Fuß eines Hügels eine einseitige Kellerzeile, die auf gut 300 Metern Länge etwa 25 Keller (mehrheitlich traufständig, einige in Schildmauerform) und einzelne zu Wohnzwecken ausgebaute bzw. neu errichtete Gebäude umfasst. |
| BW   | Datei hochladen | Wachaustraße                          | KG: Wagram an der Traisen Standort | Die 300 Meter lange einseitige Einzelkellergasse liegt an einer Geländekante an der nördlichen Ortsausfahrt. Sie umfasst 23 Gebäude, davon 21 mehrheitlich traufständige Keller. |
| ja   | Datei hochladen | Wetterkreuzweg, Kellergasse           | KG: Wagram an der Traisen Standort | Das beidseitige Kellergassensystem befindet sich in drei Hohlwegen am westlichen Ortsrand und erstreckt sich über insgesamt über 800 Meter Länge. Es besteht aus 64 Gebäuden, fast ein Drittel davon Um- oder Neubauten, teils mit Wohnnutzung. Die Mehrheit der Keller ist traufständig. Die älteste Datierung ist von 1891. |
| BW   | Datei hochladen | Ziegelofengasse                       | KG: Wagram an der Traisen Standort | Die einseitige Einzelkellergasse liegt südwestlich des Orts, ursprünglich ein paar Hundert Meter außerhalb, mittlerweile in der Nähe eines neuen Siedlungsgebiets. Sie besteht auf 100 Metern Länge aus acht Objekten, die Hälfte jedoch erneuerungsbedürftig oder verfallen. |

| Foto:                    | Fotografie der Kellergasse (Gesamtheit). Klicken des Fotos erzeugt eine vergrößerte Ansicht. Daneben finden sich zwei Symbole: \| Weitere Bilder vorhanden \| Das Symbol bedeutet, dass weitere Fotos des Objekts verfügbar sind. Durch Klicken des Symbols werden sie angezeigt. \| \| Eigenes Foto hochladen \| Durch Klicken des Symbols können weitere Fotos des Objekts in das Medienarchiv Wikimedia Commons hochgeladen werden. \| |
| Name:                    | Bezeichnung der Kellergasse |
| Standort:                | Es ist die Katastralgemeinde (KG) angegeben. Durch Aufruf des Links Standort wird die Lage der Kellergasse in verschiedenen Kartenprojekten angezeigt. |
| Beschreibung             | Kurze Beschreibung der Kellergasse |
| Weitere Bilder vorhanden | Das Symbol bedeutet, dass weitere Fotos des Objekts verfügbar sind. Durch Klicken des Symbols werden sie angezeigt. |
| Eigenes Foto hochladen   | Durch Klicken des Symbols können weitere Fotos des Objekts in das Medienarchiv Wikimedia Commons hochgeladen werden. |